# Кантен сир Еско
Кантен сир Еско (фр. Cantaing-sur-Escaut) насеље је и општина у североисточној Француској у региону Север-Па д Кале, у департману Север која припада префектури Камбре.
По подацима из 2011. године у општини је живело 417 становника, а густина насељености је износила 64,35 становника/km². Општина се простире на површини од 6,48 km². Налази се на средњој надморској висини од 54 метара (максималној 97 m, а минималној 47 m).

## Демографија
| 1962. | 1968. | 1975. | 1982. | 1990. | 1999. | 2011. |
| ----- | ----- | ----- | ----- | ----- | ----- | ----- |
| 406   | 428   | 392   | 363   | 394   | 415   | 417   |

График промене броја становника у току последњих година